# Neosita negra
La neosita negra (Daphoenositta miranda) és una espècie d'ocell de la família dels neosítids (Neosittidae). Viu en boscos humits i altres zones de bosc, localment a muntanyes del centre i est de Nova Guinea.